# Аделе
А̀деле (на гръцки: Άδελε) е село в Република Гърция, разположено на остров Крит, дем Ретимно. Селото има население от 435 души.

## Личности
Родени в Аделе
- Емануил Скундрис, гръцки революционер
- Павлос Павлидакис (Παύλος Παυλιδάκης), гръцки революционер